# Eragrostis pseudopoa
Eragrostis pseudopoa är en gräsart som beskrevs av Charles Edward Hubbard. Eragrostis pseudopoa ingår i släktet kärleksgrässläktet, och familjen gräs. Inga underarter finns listade i Catalogue of Life.